# Mariel Hemingway
Mariel Hemingway (Mill Valley, 22 novembre 1961) è un'attrice statunitense, candidata all'Oscar alla miglior attrice non protagonista nel 1980.

## Biografia
Figlia di John Hadley Nicanor "Jack" Hemingway (1923-2000) e di Byra Louise Whittlesey, è nipote del celebre scrittore Ernest. Esordisce nel 1976 nel film Stupro (Lipstick), dove recita accanto alla sorella Margaux. A soli 19 anni, Mariel ottiene la nomination all'Oscar come migliore attrice non protagonista per il film Manhattan di Woody Allen.

## Vita privata
Dal 1984 al 2008 è stata sposata con il regista Stephen Crisman, da cui ha avuto due figli: Dree Louise (1987), affermata modella e attrice, e Langley Fox (1989).

## Filmografia

### Cinema
- Stupro (Lipstick), regia di Lamont Johnson (1976)
- Manhattan, regia di Woody Allen (1979)
- Due donne in gara (Personal Best), regia di Robert Towne (1982)
- Star 80, regia di Bob Fosse (1983)
- Maledetta estate (The Mean Season), regia di Phillip Borsos (1985)
- Dr. Creator, specialista in miracoli (Creator), regia di Ivan Passer (1985)
- Superman IV (Superman IV: The Quest for Peace), regia di Sidney J. Furie (1987)
- Intrigo a Hollywood (Sunset), regia di Blake Edwards (1988)
- Il club dei suicidi (The Suicide Club), regia di James Bruce (1988)
- Fuori di testa (Delirious), regia di Tom Mankiewicz (1991)
- Sulla strada del mito (Falling from Grace), regia di John Mellencamp (1992)
- Killer Lady, regia di Ren Jie Cheung (1995)
- Deceptions II: Edge of Deception, regia di George Mihalka (1995)
- Bad Moon - Luna mortale (Bad Moon), regia di Eric Red (1996)
- Harry a pezzi (Deconstructing Harry), regia di Woody Allen (1997)
- Road Ends, regia di Rick King (1997)
- Little Men, regia di Rodney Gibbons (1998)
- Il bacio di uno sconosciuto (Kiss of a Stranger), regia di Sam Irvin (1999)
- Una moglie ideale (The Sex Monster), regia di Mike Binder (1999)
- The Contender (The Contender), regia di Rod Lurie (2000)
- Fashion Crimes (Perfume), regia di Michael Rymer e Hunter Carson (2001)
- Four Play, regia di Mike Binder (2001)
- American Reel, regia di Mark Archer (2003)
- Time of Change, regia di Alexander Izotov (2005)
- In Her Line of Fire, regia di Brian Trenchard-Smith (2006)
- Greetings from Earth, regia di Kim Jacobs - cortometraggio (2007)
- The Golden Boys, regia di Daniel Adams (2008)
- My Suicide (My Suicide), regia di David Lee Miller (2008)
- Ai Lav Yu, regia di Sermiyan Midyat (2010)
- Rise of the Zombies, regia di Nick Lyon (2012)
- Lap Dance, regia di Greg Carter (2014)

### Televisione
- Civil Wars – serie TV, 36 episodi (1991-1993)
- Grida nel silenzio (The Crying Child), regia di Robert Michael Lewis – film TV (1996)
- Rapimento alla Casa Bianca (First Daughter), regia di Armand Mastroianni – film TV (1999)

## Riconoscimenti parziali
- Premio Oscar
  - 1980 – Candidatura alla miglior attrice non protagonista per Manhattan
- Golden Globe
  - 1977 – Candidatura alla migliore attrice debuttante per Stupro
- BAFTA
  - 1980 – Candidatura alla miglior attrice non protagonista per Manhattan

## Doppiatrici italiane
- Cristiana Lionello in Manhattan
- Monica Gravina in Dr. Creator - Specialista in miracoli
- Emanuela Rossi in Superman IV
- Isabella Pasanisi in The Contender
- Sabrina Duranti in Four Play
- Daniela Abbruzzese in Rise of the Zombies